# Große Knotenameise

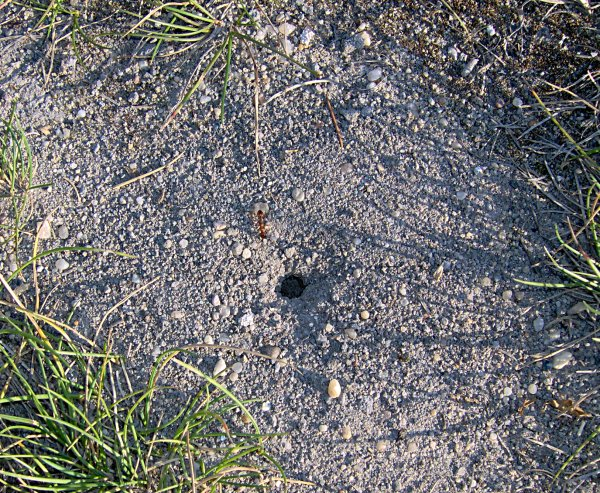
Nesteingang, Aufsicht

Die Große Knotenameise (Manica rubida) ist eine Ameise aus der Unterfamilie der Knotenameisen (Myrmicinae).

## Merkmale
Die Arbeiterinnen sind sechs bis neun Millimeter lang und überwiegend rötlich bis rötlich-braun gefärbt. Der Kopf und das Hinterende der stark glänzenden Gaster sind dunkler gefärbt. Das vordere Teil des Körpers ist dagegen nur matt glänzend. Die Königinnen messen 9,5 bis 13 Millimeter und haben eine etwas dunklere Färbung als die Arbeiterinnen. Die Männchen besitzen eine Länge von 8 bis 10 Millimetern und sind durchgehend glänzend schwarz gefärbt.

## Verbreitung
Ihr Lebensraum ist Mitteleuropa und Südeuropa, es darf nicht zu trocken oder zu warm sein. Vorwiegend siedelt sie von 500 bis zu 2.000 Metern Höhe an offenen Standorten in Gebirgen und Mittelgebirgen. Auch Sandböden in Flussauen sowie Kiesgruben und ehemalige Tagebauflächen werden genutzt.

## Lebensweise
Ihre Winterruhe hält M. rubida von Oktober bis März. Ihr Stich ist äußerst schmerzhaft (vergleichbar mit einem Wespenstich).
Die Geschlechtstiere schlüpfen Ende Juni, schwärmen jedoch meist nicht mehr im selben Jahr und überwintern einmal im Mutternest. Die Hauptschwärme finden an warmen, sonnigen Vormittagen zwischen Ende April und Mitte Juni, seltener von Mitte Juli bis Mitte August statt.
Obwohl nur wenig angriffslustig, ist diese Art dennoch sehr wehrhaft und von anderen Ameisenarten kaum zu überwinden. Sie verteidigt nur ihren unmittelbaren Nestbereich. Manica rubida gründet semiclaustral, daher verlässt die Königin das Nest zur Nahrungssuche. Die Kolonien sind ab einer gewissen Größe polygyn (sekundäre Polygynie). Die Nester liegen oftmals unter Steinen, können aber auch frei in der Erde vorkommen. An den Nesteingängen wird der Auswurf zu auffälligen Kratern angehäuft. Diese Ameisen fressen Insekten und lecken Honigtau.

## Gefährdung und Schutz
Manica rubida ist wegen des Rückgangs geeigneter Lebensräume bedroht. Laut Roter Liste des Bundesamtes für Naturschutz der Bundesrepublik Deutschland gilt sie als gefährdet (Kategorie 3).